# Alois Friedrich Rogenhofer
Alois Friedrich Rogenhofer sen. (22. prosince 1831, Vídeň – 15. ledna 1897, Vídeň) byl významný rakouský entomolog - lepidopterolog a hymenopterolog. Je autorem některých popisů nových druhů, poddruhů a individuálních forem převážně motýlů. Je autorem mnoha prací o motýlech i některých prací biografického charakteru.
Během svého života působil jako kustod Přírodovědného muzea ve Vídni (Naturhistorisches Hofmuseum Wien). Sám nebo s jinými autory popsal např. následující druhy a poddruhy hmyzu: Choreutis basalis Felder & Rogenhofer, 1875, Atrophaneura hageni Rogenhofer, 1889, Papilio nobilis Rogenhofer, 1891.
Na jeho počest bylo jeho jménem pojmenováno několik druhů a poddruhů hmyzu, např.:
Polia rogenhoferi Möschler, 1870, Oidaematophorus rogenhoferi Mann, 1871, Gorytes rogenhoferi Handlirsch, 1888, Typhlomyrmex rogenhoferi Mayr, 1862, Rougeotiana rogenhoferi Bohatsch, 1880, Dysgonia rogenhoferi Mann, 1877, Cymatia rogenhoferi Fieber, 1864 a pod.
Byl jedním z autorů, který popsal první poddruh jasoně červenookého z území Slovenska. Tento popis byl zveřejněn v roce 1892 a šlo o popis karpatského poddruhu Parnassius apollo ssp. Carpaticus Rebel et Rogenhofer, 1892. Dalším z autorů, který se podílel na popisu byl Hans Rebel.
Spolupracoval s ním Josef Johann Mann (1804-1889) a také Cajetan von Felder. Významným entomologem byl i jeho syn Alois Rogenhofer.
Jeho sbírka hmyzu (hlavně Hymenoptera a Lepidoptera) je uložena v Naturhistorisches Museum ve Vídni. Alois Friedrich Rogenhofer je pohřben na vídeňském hřbitově Zentralfriedhof.